# Les Estables (station)
La station des Estables est une station de ski située sur le territoire de la commune des Estables dans la Haute-Loire. Elle est située à proximité du centre du village et à 2 km du département de l'Ardèche.

## Géographie
Dans le massif du Mézenc, les huit pistes de ski alpin ont été aménagées sur les pentes du mont d'Alambre.

## Équipements
La première remontée mécanique a été construite en décembre 1959, et une seconde d'une longueur de 600 m a été ajoutée deux ans plus tard. En 1971, des téléskis ont été installés au village, permettant ainsi aux skieurs de démarrer leur parcours depuis cet emplacement.
Le site se compose de 50 km de pistes de ski de fond, damées et balisées, de huit pistes de ski alpin, d'itinéraires pour la pratique du traîneau à chien, de sentiers de raquettes ainsi que d'un espace doté de luges sur rails 4 saisons.
La location de ski alpin, de ski de fond et de raquettes est possible sur place.
4 canons à neige ont été installés en 2013 et sont principalement utilisés en début de saison et en complément en cas de manque de neige.
Pour le ski nordique, la station s'est associée avec le massif du Meygal pour proposer aux skieurs l'un des plus grands domaines de ski nordique d'Auvergne, avec près de 100 km de pistes spécialement aménagées pour le ski de fond.